# Everything Is Everything (Brand Nubian)
Everything Is Everything è il terzo album in studio del gruppo hip hop statunitense Brand Nubian, pubblicato nel 1994.

## Tracce
1. Word Is Bond
2. Straight Off Da Head
3. Weed vs. Weaves (Interlude)
4. Nubian Jam
5. Alladat
6. Step Into Da Cipher
7. Sweatin Bullets
8. Lookin' at God (Interlude)
9. Lick Dem Muthaphuckas (Remix)
10. Another Day in the Beast (Thoughts from a Criminal)
11. Claimin' I'm a Criminal
12. Gang Bang
13. Down for the Real
14. Return of the Dread
15. What the Fuck...
16. Hold On